# Gut Projensdorf

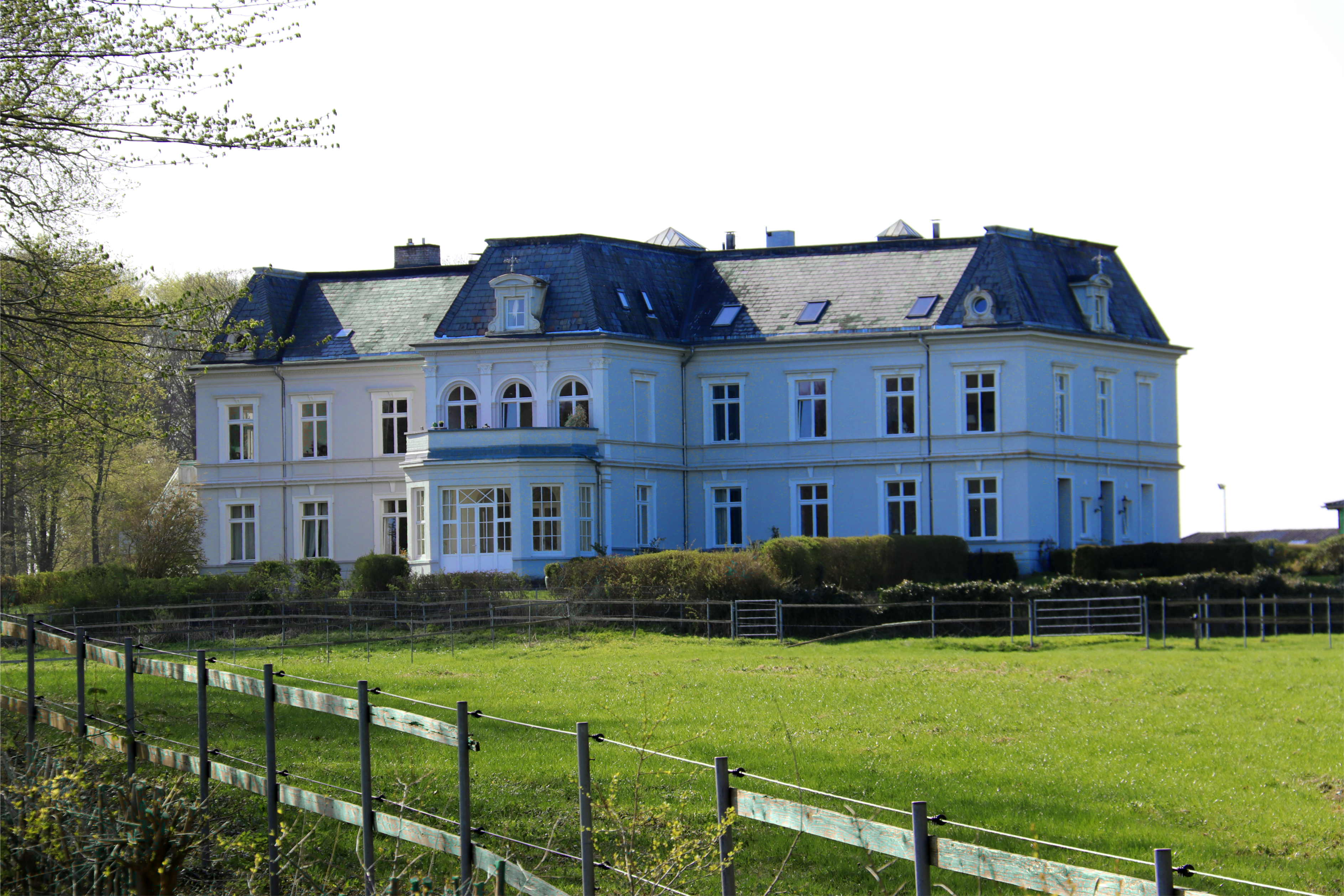
Herrenhaus Gut Projensdorf – 2018

Gut Projensdorf bezeichnet einen Gutshof mit Herrenhaus, der westlich von Kiel-Holtenau in der Nähe des Alten Eiderkanals in der Gemeinde Altenholz liegt.

## Geschichte
Großsteingräber aus der Jungsteinzeit und Grabhügel aus der Bronzezeit auf dem westlich des Gutes gelegenen Achtstückenberg zeigen die frühe Besiedelung des Gebietes an.
1378 fand das Gut erstmals als „villam Prodenstorpe“ in einer Urkunde Erwähnung. Der Name geht wahrscheinlich auf die Bedeutung „Dorf des Prodan“ zurück. Das adelige Gut gehörte zum Kieler Güterdistrikt. Der Kieler Bürgermeister Johann Bisch († 1379) erwarb die Gemarkung und verfügte, dass die Einnahmen des Gutes nach seinem Tod einer Vikarie der Nikolaikirche (Kiel) zugutekommen mögen. 1497 wurde diese Zuwendung durch einen Besitzerwechsel beendet. Auf dem Landtag dieses Jahres wurde das Gut Johann I. (Dänemark, Norwegen und Schweden) zugesprochen, der es an den Adeligen Hans von Ahlefeldt veräußerte.
Kurz darauf wurde Joachim von Wittorff († 1519) mit dem Gut belehnt. Er war Kirchspielvogt zu Neumünster, besaß ein Grundstück am Markt in Kiel und war 1502 mit dem Herzog Friedrich I. (Dänemark und Norwegen) zu dessen Hochzeit mit Anna von Brandenburg (1487–1514) nach Stendal geritten. 1543 wurde sein Sohn Jasper von Wittorf († vor 1565) als Besitzer genannt. Er war Amtmann zu Neumünster und hatte Hausbesitz in Lübeck.
1597 wurde das Gut „Progestorp“ genannt und war im Besitz des Sohnes Paul von Wittorf († 1598). 1626 war das Gut im Besitz von Anna von Rantzau.
1689 waren Gut Projensdorf, Gut Knoop und Gut Uhlenhorst im Besitz des Gottorfer Amtmanns und Landrats Friedrich von Rantzau († 1723). 1750 wurde Heinrich Christoph von Baudissin (1709–1786), Sohn von Dorothea von Buchwald (1683–1709) und Wolf Heinrich von Baudissin, als Besitzer der beiden Güter genannt. Ihm gehörten noch weitere Güter in der Nähe beispielsweise Friedeburg, Uhlenhorst, Lamershagen und Tramm.
1776 folgte dessen Sohn, der Geheime Konferenzrat Heinrich Friedrich Graf von Baudissin (1753–1818). 1824 begann Joseph Graf von Baudissin (1797–1824) aus Borstel das Gut zu bewirtschaften, 1838 wurde es an den Hamburger Syndikus Amsinck verkauft. Bis zur Übernahme durch Preußen 1867 war das Gut auch Patrimonialgericht.
Besitzer wurde dann Ferdinand von Spee (* 5. April 1855 in Glindfeld in Westfalen; † 14. März 1937), der ein Studium der Medizin in Bonn und Kiel absolvierte, 1881 promovierte, 1885 habilitierte und anschließend von 1891 bis 1933 Professor der Anatomie an der Universität Kiel. Bis zu seiner Emeritierung 1933 wohnte er in Kiel-Düsternbrook im Niemannsweg 17, danach in Projensdorf, wo er auch verstarb. Bis heute erinnert im Stadtteil Blücherplatz die „Graf-Spee-Straße“ an seine Familie. Sie wurde 1936 zu Ehren seines Bruders Maximilian von Spee so genannt, dann jedoch 1947 Ferdinand von Spee gewidmet; 1956 wurde amtlich festgestellt, dass die Straße beiden gewidmet ist.
1937 wurde das Gut von der Erbengemeinschaft des Grafen Spee an den Bankier Otto Knapp, Teilhaber der Ahlmann-Bank, veräußert. Dieser vererbte es seinem Sohn, dem Landwirt Klaus-Dieter Knapp (* 1925), der mit Sigrid Knapp-von Conrady (* 1928) verheiratet war. Sie starben 2000 bzw. 2003. Beide übertrugen 1999 Projensdorf an die gemeinsame Tochter Almuth Hassenstein, geborene Knapp (* 1965), die mit ihrer Familie im Herrenhaus wohnt.

## Gutsbezirk
Der Gutsbezirk Projensdorf gehörte von 1867 bis 1928 zum Amtsbezirk Kronshagen im Kreis Kiel / Landkreis Kiel / Kreis Bordesholm.
1928 wurden die Gutsbezirke aufgelöst und der Gutsbezirk in die Gemeinde Klausdorf (heute Altenholz) im Kreis Eckernförde eingegliedert.

## Gebäude
Das Herrenhaus wurde 1780 errichtet. Teile der damaligen Bausubstanz sind heute noch erhalten. 2008 kam es im Herrenhaus zu einem Großbrand, dessen Schäden jedoch schnell behoben waren. Das Haus selbst steht unter Denkmalschutz. 2010 war es am Tag des offenen Denkmals der Öffentlichkeit zugänglich, Veranstalter waren KulturGut Projensdorf mit Unterstützung der Gemeinde Altenholz und dem „Canal-Verein e. V.“.

## Heutige Nutzung
Seit 2005 finden auf dem Gut standesamtliche Trauungen statt, das Herrenhaus kann für kulturelle Zusammenkünfte gebucht werden. Das Herrenhaus wird von mehreren Wirtschaftshäusern umgeben, die einen Reiterhof beherbergen.

## Lage
Der Eiderkanal verlief östlich des Gutes, der Nord-Ostsee-Kanal durchschneidet seit 1895 die Gemarkung, er führt direkt am Herrenhaus entlang.